# Šoiči Nišimura
Šoiči Nišimura (japonsko 西邑 昌一), japonski nogometaš, * 30. november 1911, Hjogo, Japonska, † 22. marec 1998.
Za japonsko reprezentanco je odigral dve uradni tekmi.